# Electroferograma
Un electroferograma es un gráfico realizado con los resultados de un análisis por electroforesis. Se pueden realizar electroferogramas con resultados derivados de:
- Prueba de ADN genealógico
- Pruebas de paternidad
- Secuenciación de ADN
- Huella genética

El electroferograma muestra la secuencia de datos producida por una máquina automática de secuenciación de ADN.

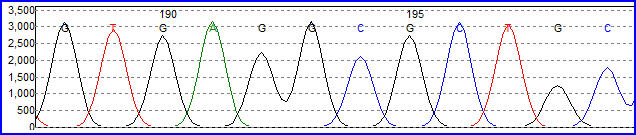
Gráfico de una secuencia de ADN (Electroferograma).